# Sandavágs kirkja
Sandavágs kirkja er en særpræget rødtaget kirke i bygden Sandavágur på øen Vágar på det vestlige Færøerne. Kirken er bygget i 1916 og indviet d. 29 april 1917.
Kirkebygningen er beklædt med lodrette hvidmalede brædder. I begge sider af skibet er der i væggen markeret en udbygning, men der findes reelt kun kanapper i taget som korsarme. I korenden er der bygget et halvrundt sakristi, tækket af blikplader. I dens gavl er en præstedør samt to mindre småsprossede rundbuede vinduer. Tagrytteren i vest er nederst en firkant, der ovenover har et ottesidet spir, med spidse ender. Selve skibet har rødt skifertag. I kanappen (korsarmene) er der øverst tre rundbuede vinduer, hvoraf det midterste er højere end de to andre. Nederst sidder fire høje rundbuede vinduer. På vestgavlen er der fire rundbuede dobbeltvinduer, to og to på hver side af indgangsdøren og under tagrytteren sidder der yderligere to rundbuede vinduer. Der er udover indgangen i vestgavlen yderligere en dør i sydsidens vestende. 
Uden for kirken er der rejst et mindesmærke for et af de mange skibe, der sank under 2. Verdenskrig.
Kirken har tøndehvælv, på både kryds og tværs og må nærmest betegnes som grathvælv. På korvæggen er der syv billeder, der viser Jesus lidelseshistorie. 
Altertavlen er et maleri, der forstiller en scene fra stalden juledag, Lukas 2,15,20. 
Døbefonten og prædikestolen er begge ottekantede i gule og brune farver med grønne stafferinger og blomsterdekorationer. 
Kirkens skibsmodel er en unavngivet brigg. 
Kirkeklokkerne har tre klokker. Den ældste og mindste er fra 1693 og var en gave fra lagmand Weyhe og målte 41 cm i diameter. Den  nden er fra 1931 støbt i Aalborg af De Smithske Støberier. Den vejer 240 kg og har et tværmål på 71 cm. En tredje klokke er en tidligere skibsklokke på 41 cm. 
En runesten fra det trettende århundrede står i kirken. Den fortæller, at vikingen Thorkæl Onundarsøn Østmand fra Rogaland var den første, der bosatte sig her. Den temmelig store kirke rummer 400 siddepladser.
Kirken er kendt for sin runesten. Inskriptionen på Sandavágurstenen fortæller, at nordmanden Torkil Onandarson fra Rogaland var den første bosætter på stedet. Stenen formodes at stamme fra 1200-tallet.